# Glossopsitta pusilla
Glossopsitta pusilla е вид птица от семейство Папагалови (Psittaculidae). Видът е незастрашен от изчезване.

## Разпространение
Разпространен е в Австралия.